# Varde IF
Die Varde Idrætsforening ist ein dänischer Fußballverein aus Varde in Südwestjütland. In der Saison 2022/23 spielen die Männer in der fünfthöchsten Spielklasse Dänemarks, der Danmarksserien, die Frauen in der zweitklassigen 1. Division.

## Allgemeines
Nachdem drei frühere Fusionsversuche gescheitert waren, wurde Varde IF am 1. Januar 1975 durch den Zusammenschluss der Varde Gymnastikforening (VG) und dem Varde Boldklub (VB) gegründet. Die 1921 gegründete VG betrieb die Sparten Gymnastik, Kricket und Fußball. Der VB wurde 1944 unter dem Namen Arbejdernes Boldklub gegründet und 1954 in Varde Boldklub umbenannt. Er blieb während der gesamten Zeit seines Bestehens ein reiner Fußballverein.
Die Männer stiegen 1990 erstmals in die drittklassige 2. Division auf, aus der sie letztmals 2015 wieder abstiegen.
Die Frauen der VIF brachten mit Hanne Nissen (* 1970), die 1990 zur Spielerin des Jahres in der ersten Liga gewählt wurde, Rikke Holm und Mille Gejl drei dänische Nationalspielerinnen hervor.
1996 war der Verein mit mehr als 750 Spielerinnen und Spielern der mitgliederstärkste Fußballverein in Jütland.

## Dänischer Pokal
Ihre größten sportlichen Erfolge erzielte die Varde IF im dänischen Pokal. In der Saison 2007/08 erreichte der Klub das Achtelfinale. Vor der Rekordkulisse von 3279 Zuschauern im eigenen Stadion unterlag Varde IF dem Titelverteidiger FC Kopenhagen mit 0:4. Diesen Erfolg wiederholte der Klub in der Saison 2010/11, als das Team nach einem 4:2 gegen Brøndby IF in der dritten Runde erneut das Achtelfinale erreichte. Dort unterlag Varde dem Zweitligisten Aarhus GF mit 0:1.